# Danilo Cataldi
Danilo Cataldi (Roma, 6 agosto 1994) è un calciatore italiano, centrocampista della Lazio.

## Biografia
Si è sposato con Elisa il 2 luglio 2017. La coppia ha un figlio di nome Tommaso, nato il 6 maggio 2019.

## Caratteristiche tecniche
Centrocampista centrale molto duttile, ha giocato come esterno di centrocampo e trequartista nelle giovanili, ma trova la sua collocazione ideale davanti alla difesa (ruolo che ha ricoperto nel Crotone, in Serie B) o come mezzala di centrocampo.
Proprio per questa sua duttilità, può essere accostato per caratteristiche a Claudio Marchisio, giocatore che anche lo stesso Cataldi ha dichiarato essere sua fonte d'ispirazione.
Particolarmente pericoloso nel tiro da fuori area, grazie alla potenza che riesce a dare alle sue conclusioni, è anche un ottimo battitore di calci di punizione.

## Carriera

### Club

#### Gli inizi
Cresciuto nell'Ottavia, viene acquistato dalla Lazio nel 2006. Dopo la trafila nelle minori biancocelesti, nel 2011 fa parte prima degli Allievi Nazionali e poi della Primavera vicecampione d'Italia, attirando su di sé l'interesse di importanti squadre estere. Nella stagione 2012-2013 è titolare della Primavera guidata da Alberto Bollini che conquista il titolo di categoria. Nella finale del 9 giugno 2013 realizza i primi due gol nel 3-0 con cui la Lazio supera l'Atalanta, aggiudicandosi anche il premio "Piermario Morosini" quale miglior giocatore dell'intera "final eight". Viene anche convocato dal tecnico di prima squadra Vladimir Petković a sedersi in panchina per alcune partite nella seconda parte della stagione. Il 9 luglio 2013 rinnova il contratto con la Lazio fino al 2017. Successivamente è inserito tra i convocati della Prima Squadra che partecipano al ritiro di Auronzo di Cadore, prendendo parte a tutte le amichevoli disputate in terra veneta.

#### Crotone
Il 7 agosto 2013, a 19 anni, viene ceduto in prestito al Crotone, militante in Serie B. Fa il suo esordio, da professionista, tre giorni dopo partendo da titolare in occasione della vittoria per 2-0 contro il Latina nel secondo turno di Coppa Italia. Il 24 agosto successivo gioca la sua prima partita in Serie B, nella sconfitta per 5-2 contro il Siena, subentrando a Antonio Galardo al 69'. L'8 febbraio 2014 mette a segno il suo primo gol da professionista, siglando il 3-0 finale sul Pescara al 66', con un tiro di esterno destro dai 20 metri. Il 15 marzo 2014 apre le marcature nel derby contro la Reggina al minuto 65, la partita finirà poi con il punteggio di 4-1 in favore del Crotone. A fine stagione, dopo aver totalizzato 38 presenze e 4 gol, fa ritorno alla Lazio.

#### Ritorno alla Lazio
Dopo aver saltato quasi tutta la prima parte della stagione 2014-2015 per via di molteplici infortuni, fa il suo esordio con la maglia della società biancoceleste il 14 gennaio 2015, a 20 anni, in occasione degli ottavi di Coppa Italia, vinti per 1-3, contro il Torino dove serve l'assist a Klose per il gol del momentaneo 0-2. Il suo esordio in Serie A avviene il 18 gennaio, sostituendo Marco Parolo all'81º minuto della partita persa, per 0-1, contro il Napoli. Il 9 marzo 2015, nella vittoria casalinga, per 4-0, contro la Fiorentina, indossa per la prima volta la fascia da capitano dopo l'uscita di Stefano Mauri, divenendo così il più giovane calciatore ad aver indossato la fascia nella Lazio. Il 20 maggio 2015 perde la finale di Coppa Italia dove la Lazio viene superata dalla Juventus per 2-1. Conclude la prima stagione con la maglia della Lazio totalizzando 21 presenze.
La seconda stagione si apre l'8 agosto 2015, nella finale dove perde la Supercoppa italiana 2015, per 2-0, contro i Campioni d'Italia della Juventus. Il 1º ottobre successivo ottiene la sua prima presenza nelle coppe europee, in occasione della partita della fase a gironi di Europa League vinta per 3-2 contro il Saint-Étienne. Il 17 dicembre 2015 segna il suo primo gol con la maglia della Lazio, in occasione degli ottavi di finale di Coppa Italia contro l'Udinese; tale gol ha permesso ai suoi di vincere la partita per 2-1 e quindi di passare il turno. Il 24 gennaio 2016 invece arriva anche la prima marcatura in Serie A, in occasione della vittoria casalinga, per 4-1, contro il Chievo. Chiude la stagione con 27 presenze e 2 reti.

#### Prestiti a Genoa e Benevento
La stagione successiva va a segno nella prima gara della stagione contro l'Atalanta. Successivamente alterna campo a panchina e il 13 gennaio 2017 viene ceduto in prestito secco al Genoa fino a giugno dello stesso anno. L'esordio arriva due giorni più tardi in occasione della trasferta persa, per 4-1, contro il Cagliari. Conclude la stagione con un bottino di 13 presenze.
Il 19 luglio 2017 viene ceduto, a titolo temporaneo con obbligo di riscatto in caso di permanenza in Serie A, al Benevento, squadra neopromossa. L'esordio arriva il 12 agosto successivo in occasione del terzo turno di Coppa Italia perso, per 0-4, contro il Perugia. Il 3 dicembre, al 90+5', serve l'assist al portiere Alberto Brignoli che vale lo storico pareggio delle streghe per 2-2 sul Milan. Il 31 marzo 2018 mette a segno la sua prima rete con indosso la maglia giallorossa; in occasione della sconfitta esterna, per 6-2, proprio contro la Lazio. A fine stagione il centrocampista romano non viene riscattato poiché il club campano viene retrocesso in Serie B; l'esperienza si conclude così con un bottino di 26 presenze e 1 rete.

#### Lazio
Il 18 agosto 2018, dopo un anno e sette mesi dall'ultima volta, torna a vestire la maglia biancoceleste in occasione della sconfitta interna, per 1-2, contro il Napoli. Il 4 novembre successivo torna anche al gol, in occasione della partita casalinga vinta, per 4-1, contro la SPAL. Nel corso della stessa stagione, il 2 marzo 2019, durante la stracittadina contro la Roma, sigla la rete del definitivo 3-0, è il suo primo gol in un derby. Conclude la stagione sollevando la Coppa Italia, anche se non disputa neanche una presenza nella competizione. Nella finale secca contro la Juventus disputata a Riyad il 22 dicembre 2019 sigla su punizione la rete del definitivo 3-1 per la Lazio, che si aggiudica la Supercoppa italiana Il 23 febbraio successivo, sempre su calcio piazzato realizza il momentaneo 1-3 contro il Genoa  (la partita finirà 3 a 2 per i biancocelesti).
Nella stagione 2021-2022, con l'arrivo di Maurizio Sarri sulla panchina biancoceleste, guadagna spazio nelle gerarchie, venendo spesso schierato titolare, alternandosi con Lucas Leiva. Il 24 febbraio 2022, nell'incontro di ritorno dello spareggio di Europa League contro il Porto, mette a segno, allo scadere, il suo primo gol in una competizione europea, valevole per il 2 a 2 finale, che non consente ai capitolini di passare il turno. Chiude la stagione con 43 presenze in tutte le competizioni, segnando così il suo record personale di presenze stagionali.
La stagione seguente parte avanti rispetto al neoacquisto biancoceleste Marcos Antônio nelle gerarchie dell'allenatore toscano. Il 6 novembre vince il suo primo derby di Roma con la fascia di capitano, complici le assenze di Ciro Immobile e del suo vice Sergej Milinković-Savić, rispettivamente per infortunio e squalifica. Termina la stagione collezionando in totale 39 presenze e 1 assist, e contribuendo al raggiungimento del secondo posto in classifica in Serie A.

#### Fiorentina
Il 30 agosto 2024 viene ceduto in prestito con diritto di riscatto alla Fiorentina. Due giorni dopo esordisce in maglia viola schierato da titolare nella partita interna col Monza, pareggiata per 2-2. Il 20 ottobre segna i suoi primi gol in maglia viola, realizzando una doppietta nel successo per 6-0 in casa del Lecce.

### Nazionale

#### Giovanile
Il 10 gennaio 2014 viene convocato per la prima volta dal Commissario tecnico dell'Under-21 Luigi Di Biagio per lo stage di preparazione a Coverciano in vista della successiva partita contro l'Irlanda del Nord valida per le qualificazioni al campionato europeo di calcio Under-21 2015. Esordisce pertanto con gli azzurrini il 5 marzo seguente nella partita vinta per 2-0, giocando titolare. Il 13 agosto 2014 mette a segno il suo primo gol con la maglia dell'Under 21; in occasione dell'amichevole persa per 2-1 contro la Romania U-21.
Il 1º giugno 2015 viene selezionato, da Di Biagio, nella lista provvisoria di 27 giocatori per partecipare al Campionato europeo di calcio Under-21 2015 che si disputerà in Repubblica Ceca. Il 7 giugno successivo rientra anche nella lista ufficiale dei 23 che partiranno per l'Europeo. Gioca la sua prima partita del campionato europeo il 18 giugno 2015, in occasione della sconfitta, per 1-2, contro la Nazionale svedese subentrando a Daniele Baselli al minuto 69. Il 24 giugno, seppur vincendo l'ultima partita del girone contro l'Inghilterra per 1-3, non supera la fase a gironi piazzandosi al terzo posto dietro a Portogallo e la Svezia. Il 13 novembre 2015 segna il primo gol in una competizione ufficiale con la maglia dell'Under 21, pareggiando la rete di Sergej Milinković-Savić nella partita contro la Serbia valida per le qualificazioni al campionato europeo di calcio Under-21 2017.
Viene convocato per l'Europeo Under-21 2017 in Polonia, dove viene impiegato unicamente nella seconda partita del girone persa 3-1 contro la Repubblica Ceca.

#### Maggiore
Il 16 maggio 2016 viene convocato dal Commissario Tecnico della nazionale italiana, Antonio Conte, per prendere parte ad uno stage di preparazione in vista del Campionato europeo di calcio 2016. Il 5 novembre successivo viene selezionato dal nuovo CT Gian Piero Ventura per la gara valida per le qualificazioni alla Coppa del Mondo FIFA di Russia 2018 con il Liechtenstein e per l’amichevole con la Germania. Il 31 maggio 2017 viene impiegato nella partita non ufficiale disputata dalla nazionale Sperimentale contro San Marino; la partita non viene calcolata come esordio poiché non riconosciuta da UEFA e FIFA.
Il 29 aprile 2019, viene convocato dal Commissario Tecnico Roberto Mancini presso il Centro tecnico federale di Coverciano, per uno stage della nazionale italiana, in preparazione alle qualificazioni del campionato europeo 2020. L'8 novembre 2021 viene convocato dal ct dopo 5 anni di assenza, in vista delle qualificazioni ai Mondiali 2022.

## Statistiche

### Presenze e reti nei club
Statistiche aggiornate al 28 febbraio 2025.
| Stagione        | Squadra         | Campionato      | Campionato | Campionato | Coppe nazionali | Coppe nazionali | Coppe nazionali | Coppe continentali | Coppe continentali | Coppe continentali | Altre coppe | Altre coppe | Altre coppe | Totale | Totale |
| Stagione        | Squadra         | Comp            | Pres       | Reti       | Comp            | Pres            | Reti            | Comp               | Pres               | Reti               | Comp        | Pres        | Reti        | Pres   | Reti   |
| --------------- | --------------- | --------------- | ---------- | ---------- | --------------- | --------------- | --------------- | ------------------ | ------------------ | ------------------ | ----------- | ----------- | ----------- | ------ | ------ |
| 2013-2014       | Crotone         | B               | 35+1       | 4+0        | CI              | 2               | 0               | -                  | -                  | -                  | -           | -           | -           | 38     | 4      |
| 2014-2015       | Lazio           | A               | 16         | 0          | CI              | 5               | 0               | -                  | -                  | -                  | -           | -           | -           | 21     | 0      |
| 2015-2016       | Lazio           | A               | 20         | 1          | CI              | 1               | 1               | UCL+UEL            | 0+5                | 0                  | SI          | 1           | 0           | 27     | 2      |
| 2016-gen. 2017  | Lazio           | A               | 11         | 1          | CI              | 0               | 0               | -                  | -                  | -                  | -           | -           | -           | 11     | 1      |
| gen.-giu. 2017  | Genoa           | A               | 13         | 0          | CI              | 0               | 0               | -                  | -                  | -                  | -           | -           | -           | 13     | 0      |
| 2017-2018       | Benevento       | A               | 29         | 1          | CI              | 1               | 0               | -                  | -                  | -                  | -           | -           | -           | 30     | 1      |
| 2018-2019       | Lazio           | A               | 12         | 2          | CI              | 0               | 0               | UEL                | 6                  | 0                  | -           | -           | -           | 18     | 2      |
| 2019-2020       | Lazio           | A               | 21         | 1          | CI              | 1               | 0               | UEL                | 5                  | 0                  | SI          | 1           | 1           | 28     | 2      |
| 2020-2021       | Lazio           | A               | 19         | 0          | CI              | 0               | 0               | UCL                | 4                  | 0                  | -           | -           | -           | 23     | 0      |
| 2021-2022       | Lazio           | A               | 32         | 1          | CI              | 2               | 0               | UEL                | 8                  | 1                  | -           | -           | -           | 42     | 2      |
| 2022-2023       | Lazio           | A               | 29         | 0          | CI              | 2               | 0               | UEL+UECL           | 6+2                | 0                  | -           | -           | -           | 39     | 0      |
| 2023-2024       | Lazio           | A               | 28         | 1          | CI              | 3               | 0               | UCL                | 5                  | 0                  | SI          | 1           | 0           | 36     | 1      |
| Totale Lazio    | Totale Lazio    | Totale Lazio    | 188        | 7          |                 | 14              | 1               |                    | 41                 | 1                  |             | 3           | 1           | 246    | 10     |
| 2024-2025       | Fiorentina      | A               | 26         | 3          | CI              | 1               | 0               | UECL               | 2                  | 0                  | -           | -           | -           | 21     | 3      |
| Totale carriera | Totale carriera | Totale carriera | 284        | 15         |                 | 18              | 1               |                    | 43                 | 1                  |             | 3           | 1           | 348    | 18     |

### Cronologia presenze e reti in nazionale
| Cronologia completa delle presenze e delle reti in nazionale ― Italia under 21 | Cronologia completa delle presenze e delle reti in nazionale ― Italia under 21 | Cronologia completa delle presenze e delle reti in nazionale ― Italia under 21 | Cronologia completa delle presenze e delle reti in nazionale ― Italia under 21 | Cronologia completa delle presenze e delle reti in nazionale ― Italia under 21 | Cronologia completa delle presenze e delle reti in nazionale ― Italia under 21 | Cronologia completa delle presenze e delle reti in nazionale ― Italia under 21 | Cronologia completa delle presenze e delle reti in nazionale ― Italia under 21 |
| Data                                                                           | Città                                                                          | In casa                                                                        | Risultato                                                                      | Ospiti                                                                         | Competizione                                                                   | Reti                                                                           | Note                                                                           |
| ------------------------------------------------------------------------------ | ------------------------------------------------------------------------------ | ------------------------------------------------------------------------------ | ------------------------------------------------------------------------------ | ------------------------------------------------------------------------------ | ------------------------------------------------------------------------------ | ------------------------------------------------------------------------------ | ------------------------------------------------------------------------------ |
| 5-3-2014                                                                       | Lurgan                                                                         | Irlanda del Nord under 21                                                      | 0 – 2                                                                          | Italia under 21                                                                | Qual. Europeo Under-21 2015                                                    | -                                                                              |                                                                                |
| 13-8-2014                                                                      | Ploiești                                                                       | Romania under 21                                                               | 2 – 1                                                                          | Italia under 21                                                                | Amichevole                                                                     | 1                                                                              | 77’                                                                            |
| 27-3-2015                                                                      | Paderborn                                                                      | Germania under 21                                                              | 2 – 2                                                                          | Italia under 21                                                                | Amichevole                                                                     | -                                                                              | 62’                                                                            |
| 30-3-2015                                                                      | Benevento                                                                      | Italia under 21                                                                | 0 – 1                                                                          | Serbia under 21                                                                | Amichevole                                                                     | -                                                                              | 46’, 76’                                                                       |
| 18-6-2015                                                                      | Olomouc                                                                        | Italia under 21                                                                | 1 – 2                                                                          | Svezia under 21                                                                | Europeo Under-21 2015 - 1º turno                                               | -                                                                              | 69’                                                                            |
| 21-6-2015                                                                      | Uherské Hradiště                                                               | Italia under 21                                                                | 0 – 0                                                                          | Portogallo under 21                                                            | Europeo Under-21 2015 - 1º turno                                               | -                                                                              |                                                                                |
| 24-6-2015                                                                      | Olomouc                                                                        | Inghilterra under 21                                                           | 1 – 3                                                                          | Italia under 21                                                                | Europeo Under-21 2015 - 1º turno                                               | -                                                                              |                                                                                |
| 8-9-2015                                                                       | Reggio Emilia                                                                  | Italia under 21                                                                | 1 – 0                                                                          | Slovenia under 21                                                              | Qual. Europeo Under-21 2017                                                    | -                                                                              | 63’                                                                            |
| 8-10-2015                                                                      | Capodistria                                                                    | Slovenia under 21                                                              | 0 – 3                                                                          | Italia under 21                                                                | Qual. Europeo Under-21 2017                                                    | -                                                                              |                                                                                |
| 13-10-2015                                                                     | Vicenza                                                                        | Italia under 21                                                                | 1 – 0                                                                          | Irlanda under 21                                                               | Qual. Europeo Under-21 2017                                                    | -                                                                              | 69’                                                                            |
| 13-11-2015                                                                     | Novi Sad                                                                       | Serbia under 21                                                                | 1 – 1                                                                          | Italia under 21                                                                | Qual. Europeo Under-21 2017                                                    | 1                                                                              | 49’                                                                            |
| 24-3-2016                                                                      | Waterford                                                                      | Irlanda under 21                                                               | 1 – 4                                                                          | Italia under 21                                                                | Qual. Europeo Under-21 2017                                                    | -                                                                              | 25’, 77’                                                                       |
| 2-6-2016                                                                       | Venezia                                                                        | Italia under 21                                                                | 0 – 1                                                                          | Francia under 21                                                               | Amichevole                                                                     | -                                                                              | 70’                                                                            |
| 10-8-2016                                                                      | San Benedetto del Tronto                                                       | Italia under 21                                                                | 0 – 0                                                                          | Albania under 21                                                               | Amichevole                                                                     | -                                                                              | 34’, 88’                                                                       |
| 2-9-2016                                                                       | Vicenza                                                                        | Italia under 21                                                                | 1 – 1                                                                          | Serbia under 21                                                                | Qual. Europeo Under-21 2017                                                    | -                                                                              |                                                                                |
| 6-9-2016                                                                       | La Spezia                                                                      | Italia under 21                                                                | 3 – 0                                                                          | Andorra under 21                                                               | Qual. Europeo Under-21 2017                                                    | -                                                                              |                                                                                |
| 11-10-2016                                                                     | Kaunas                                                                         | Lituania under 21                                                              | 0 – 0                                                                          | Italia under 21                                                                | Qual. Europeo Under-21 2017                                                    | -                                                                              |                                                                                |
| 23-3-2017                                                                      | Cracovia                                                                       | Polonia under 21                                                               | 1 – 2                                                                          | Italia under 21                                                                | Amichevole                                                                     | -                                                                              | 61’                                                                            |
| 27-3-2017                                                                      | Roma                                                                           | Italia under 21                                                                | 1 – 2                                                                          | Spagna under 21                                                                | Amichevole                                                                     | -                                                                              | 57’                                                                            |
| 21-6-2017                                                                      | Tychy                                                                          | Rep. Ceca under 21                                                             | 3 – 1                                                                          | Italia under 21                                                                | Europeo Under-21 2017 - 1º turno                                               | -                                                                              | 84’                                                                            |
| Totale                                                                         |                                                                                | Presenze                                                                       | 20                                                                             |                                                                                | Reti                                                                           | 2                                                                              |                                                                                |

## Palmarès

### Club

#### Competizioni giovanili
- Campionato Primavera: 1

Lazio: 2012-2013

#### Competizioni nazionali
- Coppa Italia: 1

Lazio: 2018-2019
- Supercoppa italiana: 1

Lazio: 2019